# The Price of an Education
The Price of an Education är en amerikansk pornografisk film från 1998, regisserad av Simon Goldstar.

## Rollista
- Nikki Lynn – Tracy
- Emily Jewel – Cindy
- Christian Wolf – Jen
- Dru Berrymore
- Karya
- Vince Voyeur – Mark
- Guy DiSilva
- Tyce Bune
- Herschel Savage

### Webbkällor
- The Price of an Education på Internet Movie Database (engelska)